# Сивак Дмитро Іванович
Дмитро Іванович Сивак (нар. 26 жовтня 1950, Мариничі) — український майстер художньої обробки дерева, іконопису та малярства; член Спілки радянських художників України з 1985 року та Спілки майстрів народного мистецтва України з 1997 року. Лауреат Івано-Франківської обласної премії імені Ярослава Лукавецького за 2006 рік; заслужений майстер народної творчості України з 2009 року.

## Біографія
Народився 26 жовтня 1950 року в селі Мариничах (нині Вижницький район Чернівецької області, Україна). 1979 року закінчив Вижницьке училище прикладного мистецтва за спеціальністю «художня обробка дерева», був учнем Степана Вархоли, Степана Сахра, Володимира Гавриша.
Після здобуття мистецької освіти працював технологом на Одеській фабриці народних художніх промислів. З 1975 року — в Івано-Франківську, працював художником-дизайнером Івано-Франківського художньо-виробничого комбінату. Мешкає в Івано-Франківську в будинку на вулиці Гетьмана Мазепи, № 162Б.

## Творчість
Працює в традиційних техніках народної різьби по дереву (створює колачі, рахви, скриньки, тарелі, оправи для книг), здійснює художнє проєктування інтер'єрів, меблів, предметів ужиткового призначення. Професійно займається іконописним малярством, декоративним розписом. Серед робіт:
- «Рахва» (1981);
- декоративна решітка «Врожай» (1982, дерево)[4];
- скринька «Карпати» (1987);
- «Довбуш» (1995, акварель, дерево)[4];
- книга-адрес «Посвята Галичу» (1998, дерево, інкрустація металом)[4];
- ікона «Богородиця» (2000, дерево, левкас, олія)[4].

Станкові твори митця експонувалися на багатьох всеукраїнських та міжнародних виставках; зберігаються в музеях Києва, Івано-Франківська, Національному музеї народного мистецтва Гуцульщини та Покуття імені Йосафата Кобринського у Коломиї (дві роботи), приватних колекціях у Німеччині, Румунії, Росії, США, Канаді, Японії.